# Hadtaporn Suwan
Hatthaporn Suwan (taj. หัตฐพร สุวรรณ, ur. 23 lutego 1984 w Lampoon) – piłkarz tajski grający na pozycji defensywnego pomocnika.

## Kariera klubowa
Karierę piłkarską Suwan rozpoczął w klubie Thailand Tobaco Monopoly z miasta Phichit. W 2004 roku zadebiutował w jego barwach w tajskiej Premier League. W 2005 roku wywalczył z nim mistrzostwo Tajlandii. Na początku 2007 roku przeszedł do Provincial Electricity Authority, a w 2008 roku grał w Coke-Bangpra Chonburi. Z kolei sezon 2009 spędził grając w Muangthong United i wywalczył z nim swój drugi w karierze tytuł mistrzowski. W 2010 roku podpisał kontrakt z zespołem Sisaket FC, a następnie przeszedł do BEC Tero Sasana. W 2011 wrócił do Sisaket FC, a w 2012 kończył karierę w Esan United FC.

## Kariera reprezentacyjna
W reprezentacji Tajlandii Suwan zadebiutował w 2007 roku. W tym samym roku został powołany do kadry na Puchar Azji 2007. Tam był rezerwowym i nie rozegrał żadnego spotkania.